# Bicin
Bicin (Kontraktion für den systematischen Namen N,N-Bis(2-hydroxyethyl)glycin; kurz: BHG (N,N-Bis(2-hydroxyethyl)glycin)) ist eine Puffersubstanz aus der Gruppe der Good-Puffer, der in der Biochemie verwendet wird.

## Eigenschaften
Bicin ist ein Analogon von TRIS und Tricin. Bicin hat einen pKS-Wert von 8,35 bei 20 °C. Aufgrund seines pKS-Werts eignen sich Bicin-Puffer für einen pH-Wert-Bereich von 7,6 bis 9. Bicin wird in der SDS-PAGE als Elektrophoresepuffer verwendet. In der Alzheimer-Forschung wird Bicin zur Erzeugung von Amyloid des Typs Aβ40 verwendet.
Bicin wird durch Reaktion von Glycin und Ethylenoxid hergestellt, gefolgt von einer Hydrolyse des entstandenen Lactons.